# Hesmond
Hesmond est une commune française située dans le département du Pas-de-Calais en région Hauts-de-France. Ses habitants sont appelés les Hesmondois. La commune est membre de la communauté de communes des 7 Vallées.

## Géographie

### Localisation
Localisée dans le sud-ouest du département du Pas-de-Calais, Hesmond est une commune de la vallée de l'Embrienne située, à vol d'oiseau, à 10 km au nord-ouest de la commune d'Hesdin-la-Forêt et à 12 km à l'est de la commune de Montreuil-sur-Mer (chef-lieu d'arrondissement).
Le territoire de la commune est limitrophe de ceux de six communes.
Les communes limitrophes sont  Boubers-lès-Hesmond, Embry, Lebiez, Loison-sur-Créquoise, Offin et Saint-Denœux.

### Géologie et relief
La superficie de la commune est de 8,27 km2 ; son altitude varie de 27  à   127 m.

### Hydrographie

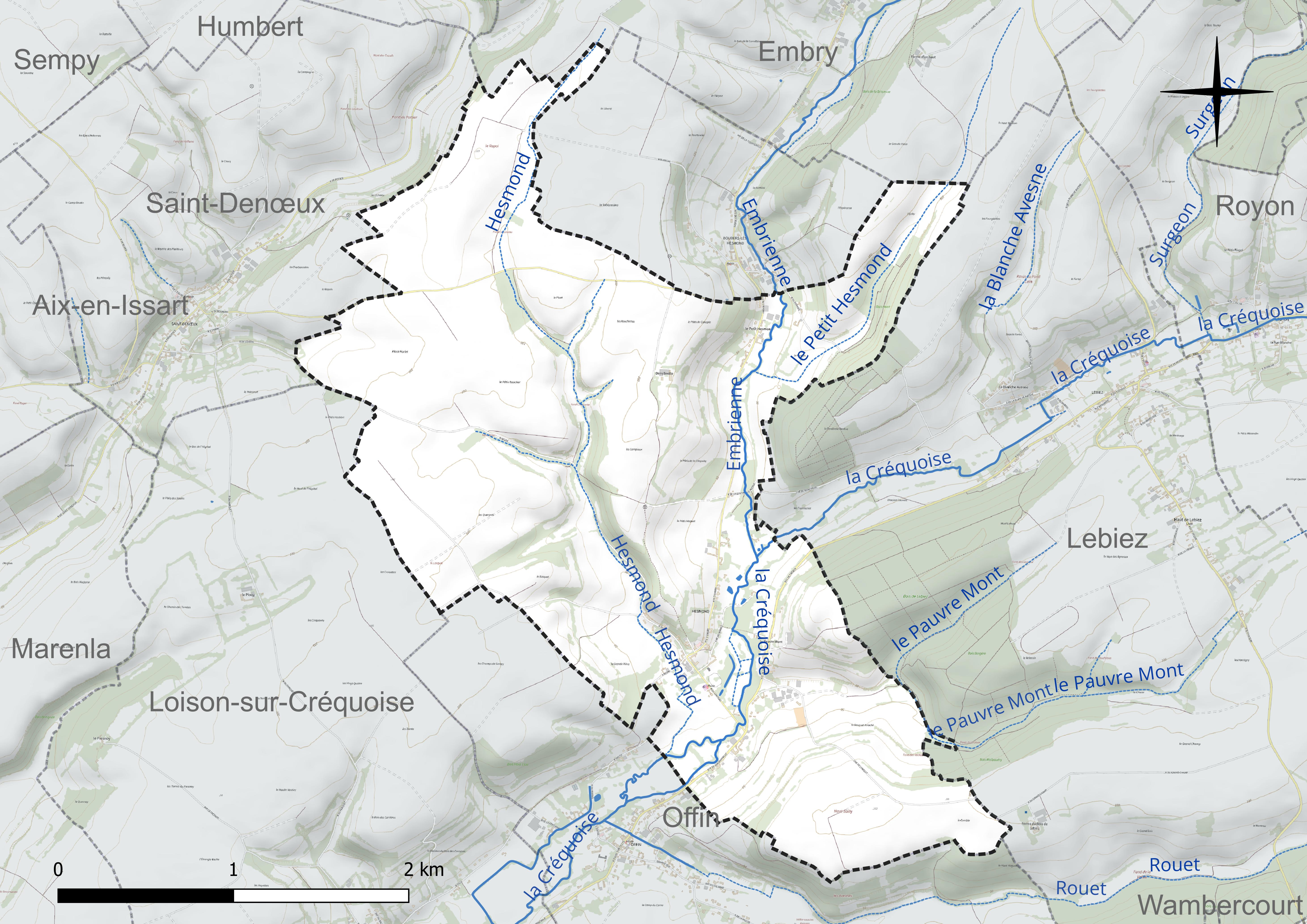
Réseau hydrographique d'Hesmond.

Le territoire de la commune est situé dans le bassin Artois-Picardie.
La commune est drainée par la Créquoise, un cours d'eau naturel de 14,78 km, qui prend sa source dans la commune de Créquy et conflue dans la Canche au nord de Beaurainville, près du lieu-dit la Bleuence.
Trois autres petits cours d'eau traversent la commune :
- l'Embrienne, cours d'eau naturel 6,19 km qui prend sa source dans la commune de Rimboval et se jette dans la Créquoise au niveau de la commune d'Hesmond[5] ;
- l'Hesmond, d'une longueur de 4,87 km, qui prend sa source dans la commune d'Embry et se jette dans la Créquoise au niveau de la commune d'Offin[6]  ;
- le Petit Hesmond, d'une longueur de 2,82 km, qui prend sa source dans la commune d'Embry et se jette dans l'Embrienne au niveau de la commune d'Hesmond[7].

### Climat
Pour des articles plus généraux, voir Climat des Hauts-de-France et Climat du Pas-de-Calais.
En 2010, le climat de la commune est de type climat océanique franc, selon une étude du CNRS s'appuyant sur une série de données couvrant la période 1971-2000. En 2020, Météo-France publie une typologie des climats de la France métropolitaine dans laquelle la commune est exposée à un climat océanique et est dans la région climatique Côtes de la Manche orientale, caractérisée par un faible ensoleillement (1 550 h/an) ; forte humidité de l’air (plus de 20 h/jour avec humidité relative > 80 % en hiver), vents forts fréquents.
Pour la période 1971-2000, la température annuelle moyenne est de 10,3 °C, avec une amplitude thermique annuelle de 12,9 °C. Le cumul annuel moyen de précipitations est de 957 mm, avec 13,3 jours de précipitations en janvier et 8,4 jours en juillet. Pour la période 1991-2020, la température moyenne annuelle observée sur la station météorologique la plus proche, située sur la commune de Radinghem à 16 km à vol d'oiseau, est de 10,5 °C et le cumul annuel moyen de précipitations est de 1 038,1 mm,. Pour l'avenir, les paramètres climatiques de la commune estimés pour 2050 selon différents scénarios d'émission de gaz à effet de serre sont consultables sur un site dédié publié par Météo-France en novembre 2022.

### Paysages
Pour un article plus général, voir Paysage en France.
La commune est située dans le « paysage montreuillois » tel que défini dans l’atlas des paysages de la région Nord-Pas-de-Calais, conçu par la direction régionale de l'Environnement, de l'Aménagement et du Logement (DREAL),. Ce paysage, qui concerne 98 communes, se délimite : à l’Ouest par des falaises qui, avec le recul de la mer, ont donné naissance aux bas-champs ourlées de dunes ; au Nord par la boutonnière du Boulonnais ; au sud par le vaste plateau formé par la vallée de l’Authie, et à l’Est par les paysages du Ternois et de Haut-Artois. Ce paysage régional, avec, dans son axe central, la vallée de la Canche et ses nombreux affluents comme la Course, la Créquoise, la Planquette…, offre une alternance de vallées et de plateaux, appelée « ondulations montreuilloises ». Dans ce paysage, et plus particulièrement sur les plateaux, on cultive la betterave sucrière, le blé et le maïs, et les plateaux entre la Ternoise et la Créquoise sont couverts de vastes massifs forestiers comme la forêt d'Hesdin, les bois de Fressin, Sains-lès-Fressin, Créquy….

### Milieux naturels et biodiversité

#### Zones naturelles d'intérêt écologique, faunistique et floristique
L’inventaire des zones naturelles d'intérêt écologique, faunistique et floristique (ZNIEFF) a pour objectif de réaliser une couverture des zones les plus intéressantes sur le plan écologique, essentiellement dans la perspective d’améliorer la connaissance du patrimoine naturel national et de fournir aux différents décideurs un outil d’aide à la prise en compte de l’environnement dans l’aménagement du territoire.
Le territoire communal comprend deux ZNIEFF de type 1 :
- le réservoir biologique de la Créquoise[16] ;
- le bois de Fressin. Cette ZNIEFF appartient au complexe écologique constitué par les vallées de la Créquoise et de la Planquette et leurs versants boisés[17].

et une ZNIEFF de type 2 : les vallées de la Créquoise et de la Planquette, d’une superficie de 15 157 ha et d'une altitude variant de 13  à   181 m. Ces deux vallées se situent aux confins de deux régions naturelles : le Haut Pays d’Artois et le Ternois et constituent un des paysages ruraux traditionnels du Nord-Pas-de-Calais les mieux conservés.

Carte des ZNIEFF de type 1 et 2 sur la commune
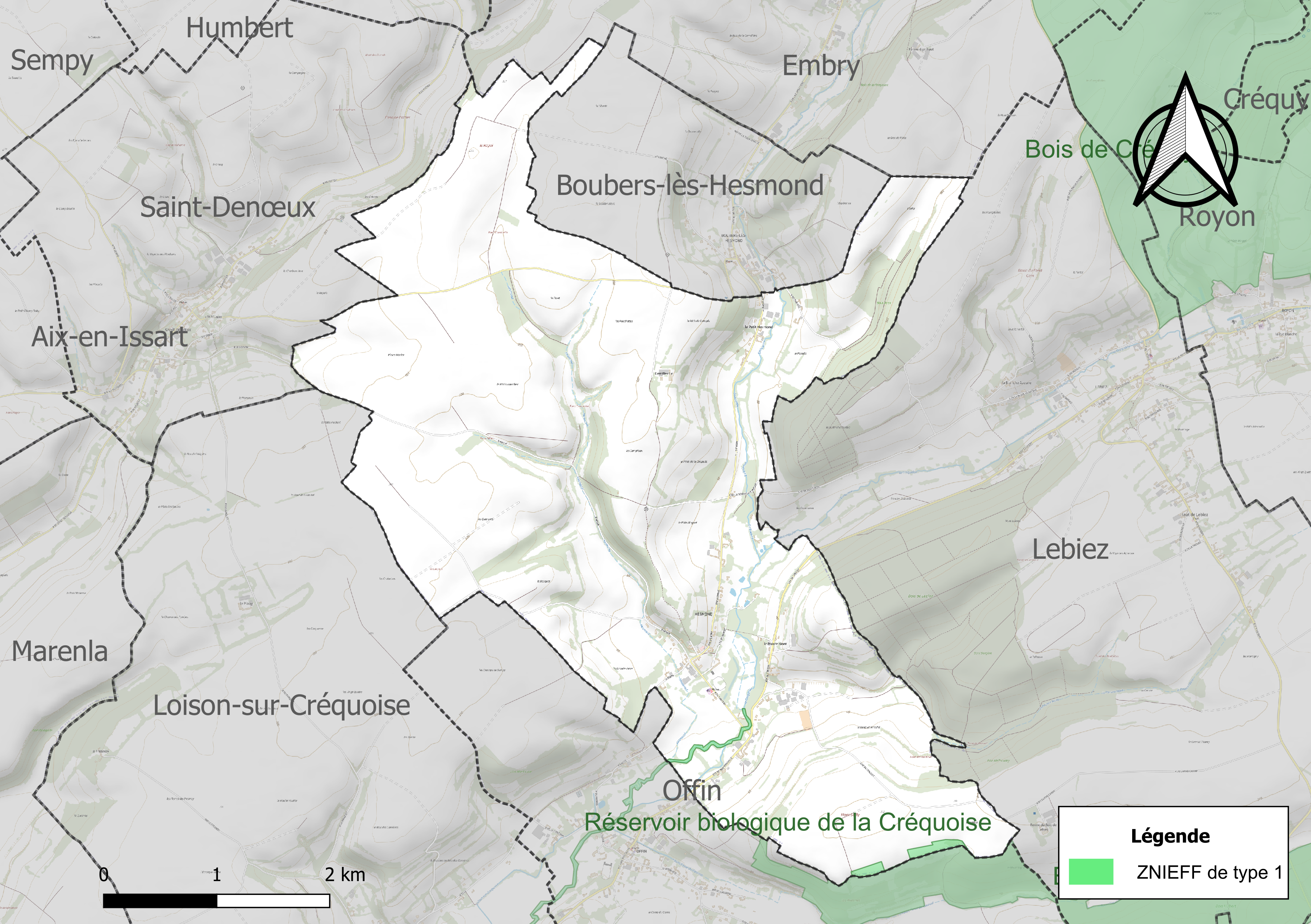
Carte des ZNIEFF de type 1 sur la commune.
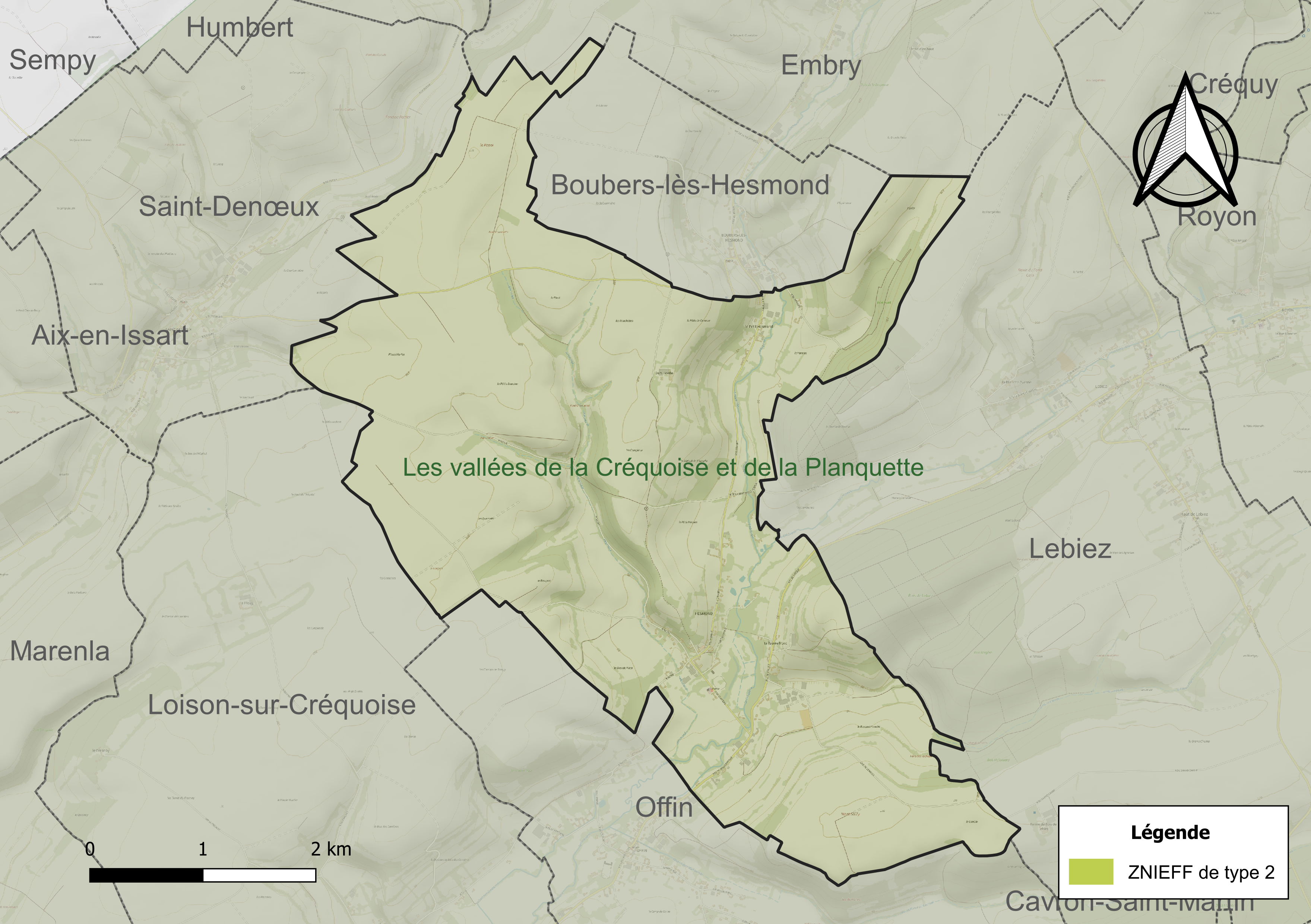
Carte de la ZNIEFF de type 2 sur la commune.

#### Espèces faunistiques et floristiques
L’Inventaire national du patrimoine naturel (INPN) recense plusieurs espèces faunistiques et floristiques sur le territoire de la commune dont certaines sont protégées et d’autres menacées et quasi-menacées.

## Urbanisme

### Typologie
Au 1er janvier 2024, Hesmond est catégorisée commune rurale à habitat dispersé, selon la nouvelle grille communale de densité à sept niveaux définie par l'Insee en 2022.
Elle est située hors unité urbaine et hors attraction des villes,.

### Occupation des sols
L'occupation des sols de la commune, telle qu'elle ressort de la base de données européenne d’occupation biophysique des sols Corine Land Cover (CLC), est marquée par l'importance des territoires agricoles (94 % en 2018), une proportion identique à celle de 1990 (94 %). La répartition détaillée en 2018 est la suivante : 
terres arables (62,9 %), prairies (22,6 %), zones agricoles hétérogènes (8,5 %), zones urbanisées (3,1 %), forêts (3 %). L'évolution de l’occupation des sols de la commune et de ses infrastructures peut être observée sur les différentes représentations cartographiques du territoire : la carte de Cassini (XVIIIe siècle), la carte d'état-major (1820-1866) et les cartes ou photos aériennes de l'IGN pour la période actuelle (1950 à aujourd'hui).

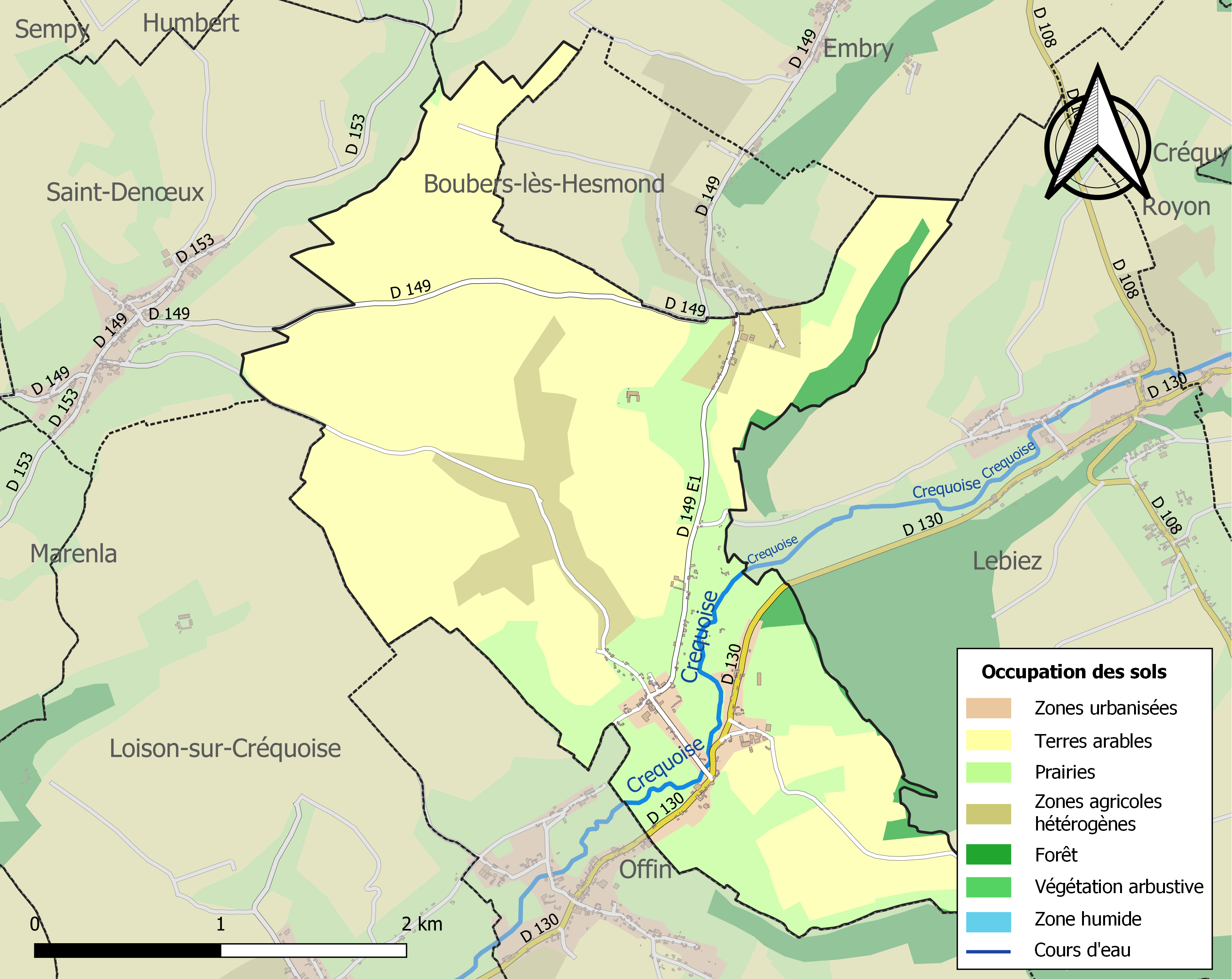
Carte des infrastructures et de l'occupation des sols de la commune en 2018 (CLC).

## Toponymie
Le nom de la localité est attesté sous les formes Hettesnasmont (838), Hemontis villa et Heemunt (1042), Hethemunt  (1112), Hethemont (1120), Hemmont (1140), Heemont (1151), Heiemont (1194), Haimont (1201), Heimont (1226), Heymont (1233), Haiemont (1313), Hémont (1375), Hémons (1432), Aymont (XIVe siècle), Hémon (1477), Hémond-en-Sainct-Pol (1515), Hesmond (1789), Hesmond (depuis 1793 et 1801).
D'après Maurits Gysseling, le nom proviendrait d'un nom d'homme germanique Haiþan (de haiþana « païen », qui a donné Heide en allemand ou heidens en néerlandais). Hesmond serait la *Haiþanas berga « la montagne de Haiþan.
Remarque : le gallo-roman MONTE issu de l'accusatif montem du latin mons, a le sens qu'il a conservé en ancien français dans la toponymie, c'est-à-dire à côté de « montagne », celui plus fréquent dans les pays de plaine de « hauteur, colline », voire « légère élévation », bien qu'il soit supplanté en ce dernier sens par le dérivé moncel (picard monchel) de MONTICELLU.

## Histoire
La seigneurie d'Hesmond appartint en dernier lieu à la famille de Créquy, qui fit construire le château actuel, au XVIIIe siècle.
À la fin de la Seconde Guerre mondiale, lors de la libération de la région, les Allemands, en représailles à des actes de la résistance française, exécutent, au lieu-dit le Fond des Vachaux, le 4 septembre 1944, seize civils, originaires d’Offin, d'Hesmond et d'Arques-la-Bataille. Un monument sur les lieux de l'exécution leur rend hommage.

## Politique et administration

### Découpage territorial
La commune se trouve dans l'arrondissement de Montreuil du département du Pas-de-Calais.

#### Commune et intercommunalités
La commune a fait partie, de 1996 à 2013, de la communauté de communes du val de Canche et d'Authie et, depuis le 1er janvier 2014, elle fait partie de la communauté de communes des 7 Vallées (7 Vallées comm) dont le siège est basé à Hesdin-la-Forêt. Cette communauté de communes des 7 Vallées regroupe 66 communes et totalise 29 425 habitants en 2022.

#### Circonscriptions administratives
La commune faisait partie du canton de Campagne-lès-Hesdin, depuis la loi du 22 décembre 1789 reprise par la constitution de 1791, qui divise le royaume (la République en septembre 1792), en communes, cantons, districts et départements.
Dans le cadre du redécoupage cantonal de 2014 en France, elle est maintenant rattachée, ainsi que toutes les communes de l'ancien canton de Campagne-lès-Hesdin, au canton d'Auxi-le-Château qui passe de 26 à 84 communes.

#### Circonscriptions électorales
Pour l'élection des députés, la commune fait partie, depuis 1986, de la quatrième circonscription du Pas-de-Calais.

### Élections municipales et communautaires

#### Liste des maires
| Période                                  | Période                    | Identité        | Étiquette | Qualité |
| ---------------------------------------- | -------------------------- | --------------- | --------- | --- |
| Les données manquantes sont à compléter. |                            |                 |           | |
| mars 1965                                | mars 2001                  | Lucien Souffrin |           | |
| mars 2001                                | En cours (au 23 mars 2020) | Pascal Deray    |           | Agriculteur propriétaire-exploitant Président de la CC du Val de Canche et d'Authie (? → 2013) puis de la CC des 7 Vallées (2014 → 2020) Réélu pour le mandat 2014-2020, Réélu pour le mandat 2020-2026, |

## Population et société

### Démographie
Les habitants de la commune sont appelés les Hesmondois.

#### Évolution démographique
L'évolution du nombre d'habitants est connue à travers les recensements de la population effectués dans la commune depuis 1793. Pour les communes de moins de 10 000 habitants, une enquête de recensement portant sur toute la population est réalisée tous les cinq ans, les populations de référence des années intermédiaires étant quant à elles estimées par interpolation ou extrapolation. Pour la commune, le premier recensement exhaustif entrant dans le cadre du nouveau dispositif a été réalisé en 2008.

En 2022, la commune comptait 164 habitants, en évolution de −4,09 % par rapport à 2016 (Pas-de-Calais : −0,72 %, France hors Mayotte : +2,11 %).
| 1793 | 1800 | 1806 | 1821 | 1831 | 1836 | 1841 | 1846 | 1851 |
| ---- | ---- | ---- | ---- | ---- | ---- | ---- | ---- | ---- |
| 442  | 464  | 430  | 420  | 436  | 455  | 420  | 390  | 374  |

| 1856 | 1861 | 1866 | 1872 | 1876 | 1881 | 1886 | 1891 | 1896 |
| ---- | ---- | ---- | ---- | ---- | ---- | ---- | ---- | ---- |
| 360  | 350  | 350  | 329  | 342  | 338  | 340  | 308  | 302  |

| 1901 | 1906 | 1911 | 1921 | 1926 | 1931 | 1936 | 1946 | 1954 |
| ---- | ---- | ---- | ---- | ---- | ---- | ---- | ---- | ---- |
| 287  | 256  | 245  | 227  | 228  | 218  | 227  | 233  | 217  |

| 1962 | 1968 | 1975 | 1982 | 1990 | 1999 | 2006 | 2008 | 2013 |
| ---- | ---- | ---- | ---- | ---- | ---- | ---- | ---- | ---- |
| 226  | 205  | 187  | 206  | 186  | 159  | 172  | 176  | 179  |

| 2018 | 2022 | - | - | - | - | - | - | - |
| ---- | ---- | - | - | - | - | - | - | - |
| 160  | 164  | - | - | - | - | - | - | - |

#### Pyramide des âges
En 2018, le taux de personnes d'un âge inférieur à 30 ans s'élève à 25,6 %, soit en dessous de la moyenne départementale (36,7 %). À l'inverse, le taux de personnes d'âge supérieur à 60 ans est de 33,8 % la même année, alors qu'il est de 24,9 % au niveau départemental.
En 2018, la commune comptait 81 hommes pour 79 femmes, soit un taux de 50,63 % d'hommes, largement supérieur au taux départemental (48,50 %).
Les pyramides des âges de la commune et du département s'établissent comme suit.
| Hommes | Classe d’âge | Femmes |
| ------ | ------------ | ------ |
| 0,0    | 90 ou +      | 1,3    |
| 7,4    | 75-89 ans    | 8,9    |
| 24,7   | 60-74 ans    | 25,3   |
| 24,7   | 45-59 ans    | 20,3   |
| 18,5   | 30-44 ans    | 17,7   |
| 12,3   | 15-29 ans    | 12,7   |
| 12,3   | 0-14 ans     | 13,9   |

| Hommes | Classe d’âge | Femmes |
| ------ | ------------ | ------ |
| 0,5    | 90 ou +      | 1,6    |
| 5,6    | 75-89 ans    | 8,9    |
| 16,7   | 60-74 ans    | 18,1   |
| 20,2   | 45-59 ans    | 19,2   |
| 18,9   | 30-44 ans    | 18,1   |
| 18,2   | 15-29 ans    | 16,2   |
| 19,9   | 0-14 ans     | 17,9   |

## Culture locale et patrimoine

### Lieux et monuments
- L'église Saint-Germain.
- Le monument aux morts, surmonté d'une croix latine[42].
- Le monument aux fusillés du 4 septembre 1944, au lieu-dit le Fond des Vachaux[43].

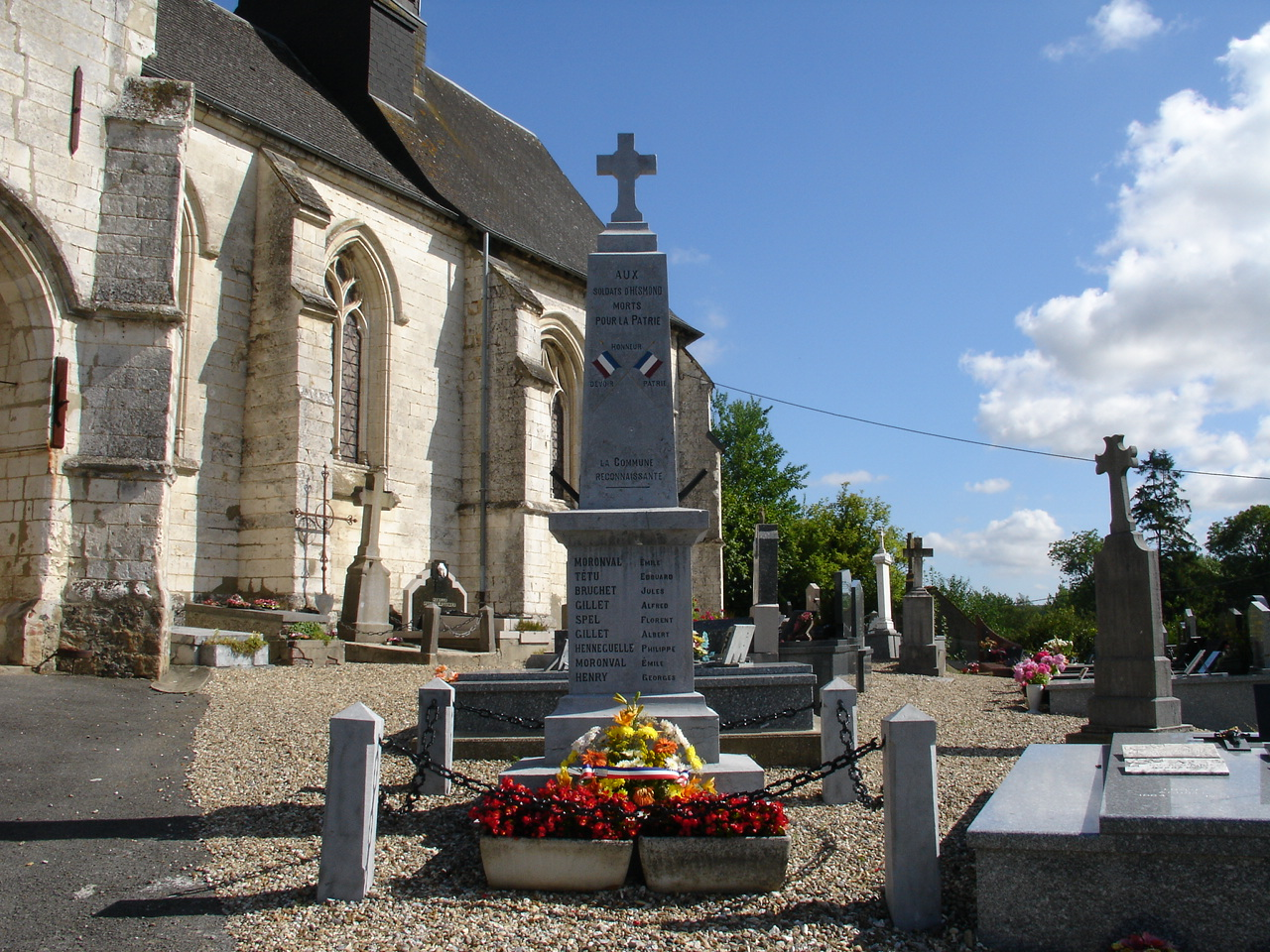
Le monument aux morts.
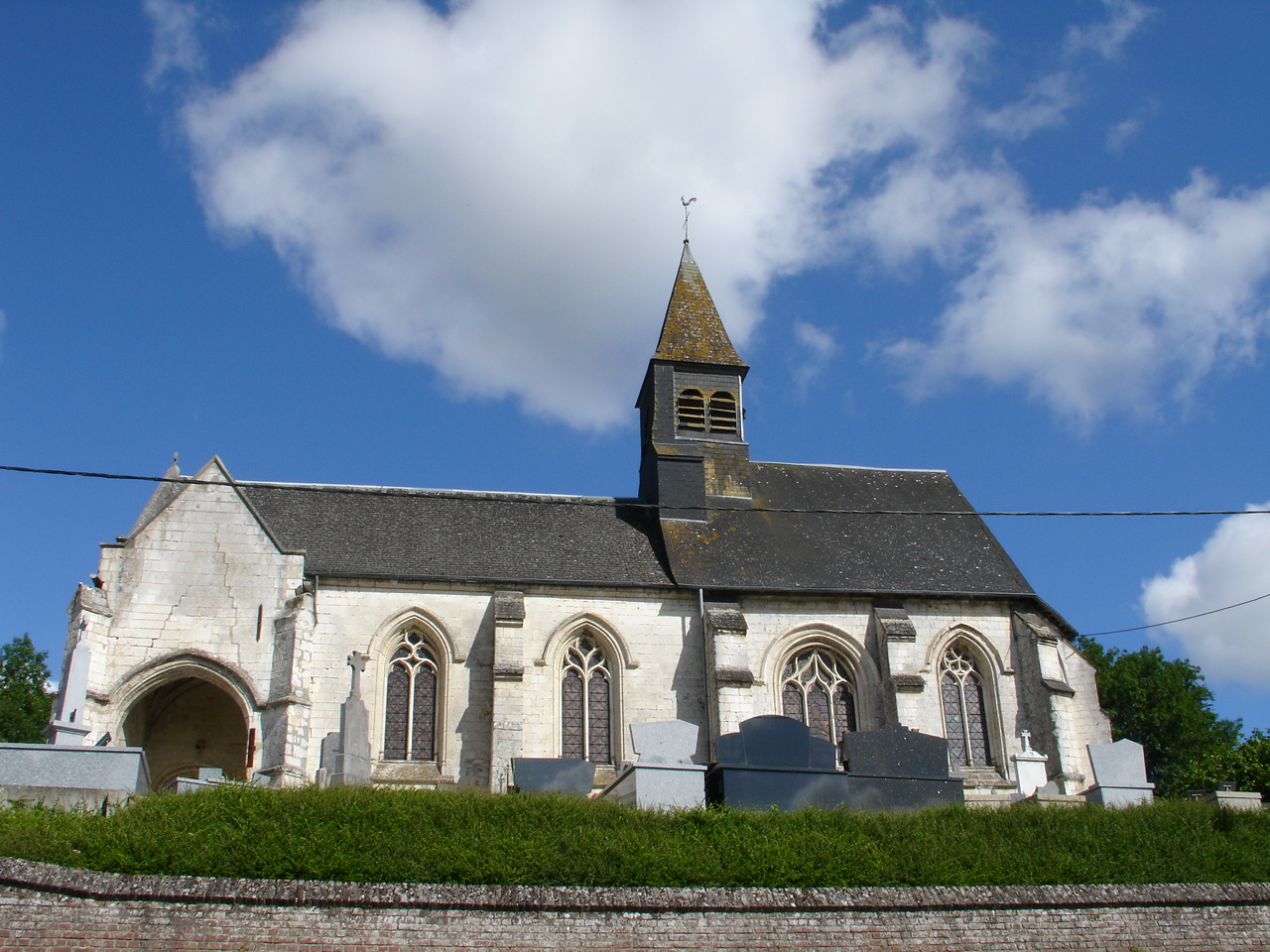
L'église Saint-Germain.

### Héraldique
| Blason de Hesmond | Blason  | Écartelé: aux 1er et 4e de gueules au château d'or essoré et donjonné d'une pièce, flanqué de deux tours du même couvertes, le tout ouvert et ajouré de sable, aux 2e et 3e d'or au créquier de gueules. |
| Blason de Hesmond | Détails | Adopté par la municipalité. |

## Pour approfondir